# Василиос Котрониас
Василиос Котрониас (на гръцки: Βασίλειος Κοτρωνιάς) е гръцки шахматист и автор на шахматна литература, гросмайстор от 1990 г. Осемкратен шампион на Гърция – 1986 – 1988, 1990 – 1992, 1994 и 2006 г.

## Турнирни резултати
- 1988 – Атина, Гърция (1-во място на „Акрополис“)
- 1993 – Комотини, Гърция (1-во място), Корфу, Гърция (1-во място)
- 1994 и 1995 – Гаусдал, Норвегия (1-во място)
- 1996 – Ришон Ле Цион, Израел (1-во място)
- 1998 – Понормо (1-во място)
- 2003 – Гибралтар (1 – 2-ро място на „Гибтелеком Мастърс“ с Найджъл Шорт)

## Избрана библиография
- „Да победим Петроф“ (съвместно с Андреас Дзермиадианос; книгата е посветена на руската партия)
- „Да победим фланговите дебюти“
- „Да победим Каро-Кан“